# DPPA4
DPPA4 (англ. Developmental pluripotency associated 4) – білок, який кодується однойменним геном, розташованим у людей на 3-й хромосомі. Довжина поліпептидного ланцюга білка становить 304 амінокислот, а молекулярна маса — 33 541.
| 10         |  | 20         |  | 30         |  | 40         |  | 50         |
| ---------- |  | ---------- |  | ---------- |  | ---------- |  | ---------- |
| MLRGSASSTS |  | MEKAKGKEWT |  | STEKSREEDQ |  | QASNQPNSIA |  | LPGTSAKRTK |
| EKMSIKGSKV |  | LCPKKKAEHT |  | DNPRPQKKIP |  | IPPLPSKLPP |  | VNLIHRDILR |
| AWCQQLKLSS |  | KGQKLDAYKR |  | LCAFAYPNQK |  | DFPSTAKEAK |  | IRKSLQKKLK |
| VEKGETSLQS |  | SETHPPEVAL |  | PPVGEPPALE |  | NSTALLEGVN |  | TVVVTTSAPE |
| ALLASWARIS |  | ARARTPEAVE |  | SPQEASGVRW |  | CVVHGKSLPA |  | DTDGWVHLQF |
| HAGQAWVPEK |  | QEGRVSALFL |  | LPASNFPPPH |  | LEDNMLCPKC |  | VHRNKVLIKS |
| LQWE       |  |            |  |            |  |            |  |            |

A: Аланін

C: Цистеїн

D: Аспарагінова кислота

E: Глутамінова кислота

F: Фенілаланін

G: Гліцин

H: Гістидин

I: Ізолейцин

K: Лізин

L: Лейцин

M: Метіонін

N: Аспарагін

P: Пролін

Q: Глутамін

R: Аргінін

S: Серин

T: Треонін

V: Валін

W: Триптофан

Кодований геном білок за функціями належить до білків розвитку, фосфопротеїнів. 
Задіяний у таких біологічних процесах, як транскрипція, регуляція транскрипції. 
Локалізований у ядрі.